# E773
La ruta europea E773 és una carretera que forma part de la Xarxa de carreteres europees. Comença a Popovica (Bulgària) i finalitza a Burgàs (Bulgària). Té una longitud de 230 km. Té una orientació d'oest a est.